# Sinagoga Knesset Eliyahoo
La Sinagoga Knesset Eliyahoo, (en hebreo: בית הכנסת אליהו) es una sinagoga judía ortodoxa, situada en el centro de Bombay, India. Es la segunda sinagoga sefardita más antigua de la ciudad. Este templo fue establecido en 1884 por Jacob Elias Sassoon, hijo de Eliyahoo David Sassoon y el nieto de David Sassoon, este último había emigrado de Bagdad hacia la India en 1832, debido a la persecución y se había establecido en Mumbai, entonces conocido como Bombay. El templo es mantenido por el Jacob Sassoon Trust. El significado del edificio se atribuye a sus tradiciones judías, así como a las influencias coloniales indias e inglesas. Fue diseñado por la compañía de arquitectura británica Gosling & Morris de Bombay. La parte del sótano del edificio fue construida en mampostería de piedra y la superestructura fue construida en albañilería de ladrillo. La fachada exterior de la sinagoga está pintada de color turquesa. El santuario en el interior del edificio está dirigido hacia Jerusalén. Knesset Eliyahoo, es una sinagoga judía ortodoxa, la segunda más antigua sinagoga sefardita de la India, y se encuentra en Bombai. El hotel Taj Mahal Palace & Tower, y el hotel Oberoi Trident están cerca de allí.